# (3427) Szentmártoni
(3427) Szentmártoni – planetoida z pasa głównego asteroid okrążająca Słońce w ciągu 3 lat i 163 dni w średniej odległości 2,28 j.a. Została odkryta 6 stycznia 1938 roku w Obserwatorium Svábhegyi w Budapeszcie przez György Kulina. Nazwa planetoidy pochodzi od Béla Szentmártoniego (1931-1988), węgierskiego astronoma amatora. Przed nadaniem nazwy planetoida nosiła oznaczenie tymczasowe (3427) 1938 AD.